# Монтеротондо
Монтеротондо (итал. Monterotondo) је насеље у Италији у округу Рим, региону Лацио.
Према процени из 2011. у насељу је живело 37225 становника. Насеље се налази на надморској висини од 165 м.

## Становништво
Према резултатима пописа становништва 2011. у општини је живело 39.502 становника.
| 1931. | 1936. | 1951.  | 1961.  | 1971.  | 1981.  | 1991.  | 2001.  | 2011.  |
| ----- | ----- | ------ | ------ | ------ | ------ | ------ | ------ | ------ |
| 6.324 | 7.354 | 10.165 | 15.674 | 21.752 | 26.195 | 30.124 | 34.376 | 39.502 |